# Domamorycz
Domamorycz (ukr. Дома́морич) – wieś na Ukrainie w rejonie tarnopolskim należącym do obwodu tarnopolskiego.